# عبد الهادي بوطالب
عبد الهادي بوطالب (23 ديسمبر 1923، فاس  - 16 ديسمبر 2009، الرباط)، كاتب وسياسي وديبلوماسي مغربي. عين وزيرا للشغل والشؤون الاجتماعية عند تأسيس أول حكومة وطنية سنة 1955. ترأس مجلس النواب المغربي بين 1970 - 1971 في الولاية التشريعية الثانية.

## مسيرته المهنية
تخرج من جامعة القرويين حصل على إجازة ودكتوراه في الشريعة وأصول الفقه ودكتوراه في الحقوق.
عمل أستاذا بالمدرسة المولوية كما اشتغل بمجلس الاستئناف الشرعي. وعمل أستاذا للقانون بجامعتي محمد الخامس بالرباط والحسن الثاني بالدار البيضاء حيث درس مادتي القانون الدستوري والنظم السياسية في العالم الثالث. كما كان أستاذا للملك الراحل الحسن الثاني وللملك الحالي للمغرب محمد السادس بالمعهد الملكي بالرباط.

## مساره السياسي
شارك في أول حكومة مغربية بعد الاستقلال كوزير للشغل والشؤون الاجتماعية. تقلد عدة مناصب وزارية: كاتب الدولة في الأنباء والشبيبة والرياضة، وزير العدل، التربية والتعليم، الخارجية وعمل سفيرا للمغرب بكل من بيروت، دمشق، واشنطن والمكسيك وترأّس البرلمان المغربي سنة 1970.
و كان مستشار الملك الحسن الثاني في فترة (1976-1978) و (1992 - 1996).

## مؤلفات
الأستاذ عبد الهادي بوطالب مؤلفات في السياسة و القانون و الأدب باللغتين العربية والفرنسية تبلغ 58 كتابا من بينها :

### في الرواية التاريخية
- وزير غرناطة لسان الدين بن الخطيب.

### المرأة
- حقوق الأسرة وتحرير المرأة، 2005

### في السياسة والقانون
- بين القومية العربية والتضامن الإسلامي.
- المرجع في القانون الدستوري والمؤسسات السياسية.
- نظرات في القضية العربية (باللغتين العربية والفرنسية).
- بين القومية العربية والجامعة الإسلامية.
- النظم السياسية المعاصرة (باللغتين العربية والفرنسية).
- النظم السياسية في العالم الثالث.
- ملامح الدبلوماسية العالمية في القرن الواحد والعشرين (باللغتين العربية والفرنسية).
- الحكم والسلطة والدولة في الإسلام (باللغتين العربية والفرنسية).
- مسار الدبلوماسية العالمية ودبلوماسية القرن الواحد والعشرين, 2004

### في اللغة
- معجم تصحيح لغة الإعلام العربي (2002).
- الحقوق اللغوية - حق اللغة في الوجود والبقاء، والتطور والنماء، والوحدة (2003)

### مذكرات
- نصف قرن في السياسة (2001).

### إسلاميات
- الصحوة الإسلامية.
- العالم الإسلامي والنظام العالمي الجديد (باللغتين العربية والفرنسية).
- بين الشريعة والفقه والقانون.
- بين الشورى والديمقراطية.
- حقيقة الإسلام (1998)، عن دار أفريقيا الشرق.
- لكي نفهم الإسلام أحسن.
- "Pour mieux comprendre l'Islam" (باللغة الفرنسية 2001).
- من قضايا الإسلام المعاصر- الكتاب الأول (2003)
- من قضايا الإسلام المعاصر - الكتاب الثاني (2004)

### في العولمة
- في نقد العولمة : العالم ليس سلعة (2001).
- نحو عولمة أخرى أكثر عدلا وإنسانية (2004)
- لا لأمركة العالم (2005)

## جوائز
- جائزة المغرب الكبرى للثقافة 1994.
- وسام الاستحقاق الفكري من المملكة الأردنية الهاشمية.
- وسام الاستحقاق من منظمة الإيسيسكو.